# 公子欣时
公子欣时（?—?），字子臧，春秋时期曹国的公子，父亲曹宣公。
前578年，曹宣公随晋国在外出征，討伐秦國，去世。子臧送葬。公子负刍在国内杀太子，即位，就是曹成公。诸侯请晋国讨伐，晋国因为疲惫，要等几年。子臧安葬父亲，要流亡外国，曹国人都跟从。曹成公告罪，请子臧回来。
前576年，晋国扣留曹成公，诸侯想到周简王那里，立子臧为君，子臧推辞，逃奔宋国。
前575年，曹国人请晋国出面，让子臧回国，子臧回国，晋国释放了被扣留的曹成公。
司马光在《资治通鉴》批评玄武门之变：“向使高祖有文王之明，隐太子有太伯之贤，太宗有子臧之节，则乱何自而生矣！”